# Grenzkanal
Grenzkanal este o arie protejată (arie specială de conservare — SAC, sit de importanță comunitară — SCI) din Germania întinsă pe o suprafață de 0,35 ha, integral pe uscat.

## Localizare
Centrul sitului Grenzkanal este situat la coordonatele 52°24′24″N 8°18′56″E / 52.4067°N 8.3156°E.

## Înființare
Situl Grenzkanal a fost declarat sit de importanță comunitară în ianuarie 2005 pentru a proteja 1 specie de animale. Situl a fost protejat și ca arie specială de conservare în noiembrie 2007.

## Biodiversitate
Situată în ecoregiunea atlantică, aria protejată nu include niciun habitat protejat.
La baza desemnării sitului se află o specie protejată de  nevertebrate: Coenagrion mercuriale.